# Hans Wutzlhofer
Hans Wutzlhofer (* 2. April 1893 in Kelheim, Niederbayern; † 24. April 1969 in Heigenbrücken, Unterfranken) war ein bayerischer Politiker (CSU) und Regierungsbeamter.

## Leben
Wutzlhofer war der Sohn des bayerischen Landwirtschaftsministers Johannes Wutzlhofer (1871–1936). Er studierte von 1919 bis 1924 an den Universitäten Regensburg, München, Würzburg und Erlangen Philosophie, Geschichte, Kirchengeschichte, Kunstgeschichte und Volkswirtschaft. Mit seiner Dissertation vom 27. April 1934 zum Thema „Johann Gebhard von Prüfening. Ein altbayerischer Maler aus der Barockzeit“ (Verlag Habbel, Regensburg 1934) wurde Wutzlhofer zum Dr. phil. promoviert. In seiner Dissertation erforschte er unter anderem das Frühwerk Gerbhards und es gelang ihm, eine ganze Reihe unsignierter Gemälde als Gebhards Werke zu identifizieren. Außerdem beschrieb Wutzlhofer darin eine Fülle von Einzelheiten aus einem Künstlerleben in der hohen Barockzeit. Nach seinem Studium arbeitete er bis 1933 in Finanzbehörden und Verlagen.
Von 1925 bis 1933 war Wutzlhofer Kreisgeschäftsführer der Bayerischen Volkspartei in Regensburg (Oberpfalz). In diesen Jahren war er auch Syndikus und Stadtrat von Regensburg. Nach 1933 kam er gleich mehrfach in sogenannte „Schutzhaft“ und wurde 1935 als Direktor einer Buch- und Verlagsdruckerei aus politischen Gründen entlassen.
Deshalb führte er ab 1936 das Hotel Lindenau in Heigenbrücken (Landkreis Aschaffenburg) im Spessart, das seinen Schwiegereltern gehörte. Noch 1950 warb er als dessen Inhaber in Werbebroschüren für die Neueröffnung seines Hotels.
Wutzlhofer hatte während der Zeit des Nationalsozialismus Kontakte zum Widerstand, stand unter strenger Bewachung und entging 1944 nur knapp einer erneuten Verhaftung.
Nach dem Zweiten Weltkrieg war Wutzlhofer Mitbegründer der CSU im Landkreis Marktheidenfeld und dort auch vom 27. Juli 1945 bis 22. Juni 1946 Landrat. 1946 wurde er noch einmal im Amt bestätigt, verzichtete allerdings, da er als stellvertretender Generalsekretär beim Länderrat des amerikanischen Besatzungsgebietes nach Stuttgart wechselte.
1946 war er Mitglied im Bayerischen Beratenden Landesausschuss und in der daraus hervorgehenden Verfassungsgebenden Landesversammlung, die vom 15. Juli 1946 bis 26. Oktober 1946 die neue Verfassung des Freistaates Bayern ausarbeitete. Außerdem war Wutzlhofer als Regierungsdirektor von Oktober 1947 bis September 1948 Bevollmächtigter Bayerns beim Länderrat.
In der 1. Wahlperiode des Bayerischen Landtages vom 16. Dezember 1946 bis 20. November 1950 war Wutzlhofer Mitglied der CSU-Fraktion. Außerdem war er Mitglied der CSU-nahen Hanns-Seidel-Stiftung.
Anschließend leitete er die Anfang September 1948 eingerichtete „Dienststelle Bonn der bayerischen Staatskanzlei“ zur Betreuung aller bayerischen Abgeordneten im Parlamentarischen Rat, einer Bonner Dependance der Bayerischen Staatskanzlei. Die Dienststelle war in der Landwirtschaftskammer, einem der imposantesten unter den unzerstörten Gebäuden im Stadtkreis, untergebracht. Während dieser Zeit war er Untermieter in der Wohnung der Familie Simons in der Poppelsdorfer Allee 79, in der er viele prominente Politiker-Kollegen empfing wie den bayerischen Ministerpräsidenten Hans Ehard, Carlo Schmid oder Konrad Adenauer. Am 4. Juni 1949 wurde diese Dienststelle wieder aufgelöst.
Zum Abschluss seiner Beamtenlaufbahn war Wutzlhofer ab 1. April 1950 bis zu seinem Eintritt in den Ruhestand im Jahr 1953 Badkommissar des bayerischen Staatsbades Bad Kissingen sowie der benachbarten Staatsbäder Bad Bocklet und Bad Brückenau. Während seiner Amtszeit wurde 1952 das Bad Kissinger Badkommissariat in die zeitgemäßere Staatliche Kurverwaltung mit ihm als Kurdirektor umgewandelt.